# Boklotteriets stipendiater 1950
Boklotteriets stipendiater 1950
Boklotteriet startade 1948 på initiativ av författaren Carl-Emil Englund. Överskottet för Boklotteriet 1949 blev cirka 100 000 kronor. På våren 1950 var det dags att utse stipendiater.
Följande författare belönades med stipendier våren 1950:
5 000 kronor
- Tage Aurell
- Ivar Conradson
- Nils Ferlin
- Ivar Lo-Johansson

3 000 kronor
- Gösta Carlberg

2 000 kronor
- Erik Asklund
- Tora Dahl
- Gustaf Rune Eriks
- Lars Göransson
- Walter Ljungquist
- Karl Johan Rådström
- Gustav Sandgren

1 000 kronor
- Harry Ahlberg
- A. Gunnar Bergman
- Uno Eng
- Bernt Erikson
- Per Anders Fogelström
- Per Freudenthal (pseudonym Ode Balten)
- Johannes Gilby
- Lars Gustav Hellström
- Gösta Höglund
- Yngve Kernell
- Kerstin Hed
- Gösta Oswald
- Arnold Rörling
- Olle Svensson
- Willy Walfridsson
- Peter Weiss

Under verksamhetens gång har Bokotteriet så allsidigt som möjligt sökt sprida stipendierna. Därför har intressenterna varje år erhållit en viss summa att fördela inom sina respektive verksamhetsområden.
Stipendier från Arbetarnas bildningsförbund
2 000 kronor
- Albert Olsson
- Folke Fridell

1 000 kronor
- Helmer Grundström

Boklotteriets stipendiater finns angivna i
- 1949 Boklotteriets stipendiater 1949
- 1950 Boklotteriets stipendiater 1950
- 1951 Boklotteriets stipendiater 1951
- 1952 Boklotteriets stipendiater 1952
- 1953 Boklotteriets stipendiater 1953
- 1954 Boklotteriets stipendiater 1954
- 1955 Boklotteriets stipendiater 1955
- 1956 Boklotteriets stipendiater 1956
- 1957 Boklotteriets stipendiater 1957
- 1958 Boklotteriets stipendiater 1958
- 1959 Boklotteriets stipendiater 1959
- 1960 Boklotteriets stipendiater 1960
- 1961 Boklotteriets stipendiater 1961
- 1962 Boklotteriets stipendiater 1962
- 1963 Boklotteriets stipendiater 1963
- 1964 Boklotteriets stipendiater 1964
- 1965 Litteraturfrämjandets stipendiater 1965
- 1966 Litteraturfrämjandets stipendiater 1966
- 1967 Litteraturfrämjandets stipendiater 1967
- 1968 Litteraturfrämjandets stipendiater 1968
- 1969 Litteraturfrämjandets stipendiater 1969
- 1970 Litteraturfrämjandets stipendiater 1970
- 1971 Litteraturfrämjandets stipendiater 1971
- 1972 Litteraturfrämjandets stipendiater 1972